# Wahlprüfungsbeschwerde
Die Wahlprüfungsbeschwerde ist im deutschen Recht ein Rechtsmittel im Verfahren zur Prüfung der Gültigkeit einer Wahl. Ist die Wahlprüfungsbeschwerde zulässig und begründet, wird das Ergebnis im Ganzen oder teilweise geändert. Auch die erneute Durchführung der Wahl kann angeordnet werden.

## Bundestagswahlen
Zunächst sind Einwände gegen eine Wahl beim neu gewählten Bundestag selbst einzureichen, der dafür auch einen Wahlprüfungsausschuss einsetzt. Erst nach einer ablehnenden Entscheidung des Bundestages kommt die Wahlprüfungsbeschwerde in Betracht. 
Gegen den Beschluss des Bundestages über die Gültigkeit der Wahl des Deutschen Bundestages kann durch einen Antrag beim Bundesverfassungsgericht (BVerfG) eine Wahlprüfungsbeschwerde erhoben werden. Die Zuständigkeit des BVerfG ergibt sich aus Art. 94 Abs. 1 Nr. 5 i. V. m. Art. 41 Abs. 1 Satz 1, Abs. 2 des Grundgesetzes. Weitere Ausführungsbestimmungen enthalten § 13 Nr. 3, § 48 BVerfGG.
Damit das Wahlprüfungsverfahren vor dem Bundesverfassungsgericht zulässig ist, muss zunächst Einspruch gegen die Wahl nach § 2 WahlPrG erfolgen. Dieser Einspruch muss daraufhin durch Beschluss des Bundestages nach § 13 WahlPrG abgelehnt worden sein. Innerhalb von zwei Monaten nach dem Beschluss muss sodann ein Antrag beim BVerfG gestellt worden sein.
Beteiligungsfähig als Antragsteller sind nach § 48 BVerfGG
- jeder Wahlberechtigte, dessen Einspruch vom Bundestag verworfen worden ist; ein Beitritt weiterer Wahlberechtigter (Quorum) ist seit Juli 2012 nicht mehr erforderlich[1],
- eine Fraktion des Bundestages (§ 10 Abs. 1 Geschäftsordnung des Deutschen Bundestages) bzw.
- ein Zehntel aller Mitglieder des Deutschen Bundestages (gesetzliche Mitgliederzahl derzeit 736, also mindestens 74).

Der Antrag selbst ist begründet, wenn das Wahlergebnis und die Mandatsverteilung rechtswidrig sind. Dies ist dann der Fall, wenn die gesetzliche Grundlage (§ 6 Abs. 5, Abs. 6 Satz 1 Bundeswahlgesetz) ungültig ist oder wenn Verstöße gegen Art. 38 Abs. 1 Satz 1 GG im Wahlverfahren vorliegen. Der Verstoß gegen Art. 38 GG muss aber auch „mandatserheblich“ sein. Hätten sich bei einer rechtmäßig durchgeführten Wahl im Wahlkreis andere Mehrheiten ergeben, so muss als Folge die Wahl im Wahlkreis wiederholt werden (§ 83 BWahlO und § 44 BWahlG). Ist dagegen die Wahlrechtsnorm rechtswidrig, so muss eine Neuwahl stattfinden, wenn nicht in den nächsten sechs Monaten ohnehin neugewählt werden würde (so genannte „Begrenzung der Fehlerfolgen durch Grundsatz der Verhältnismäßigkeit“).
Ebenfalls erforderlich ist ein Rechtsschutzbedürfnis bzw. ein Klarstellungsinteresse. Folglich erledigt sich die Beschwerde regelmäßig mit dem Ende der Legislaturperiode, außer, es wurden klärungsbedürftige Grundsatzfragen aufgeworfen.
Begründet ist eine Wahlprüfungsbeschwerde, wenn
1. die Behandlung eines Einspruchs gegen die Bundestagswahl durch den Bundestag formell fehlerhaft erfolgt ist und dieser Formfehler wesentlich ist, d. h. der Entscheidung des Bundestages die Grundlage entzieht[3] oder
2. die Wahl a) gegen verfassungsrechtliche Wahlgrundsätze (insbesondere gegen Art. 38 Abs. 1 Satz 1 GG) oder b) gegen die einfachen Wahlgesetze verstößt, und sich dieser Verstoß auf die Mandatsverteilung auswirken kann.

Während der Wahlprüfungsausschuss des Bundestages im Rahmen des Einspruchsverfahrens nur die korrekte Anwendung der Wahlgesetze überprüft, prüft das BVerfG die Wahlgesetze auch daraufhin, ob sie materiell mit dem Grundgesetz vereinbar sind.
Als Rechtsfolge kann die Wahl nur dann für Ungültig erklärt werden, wenn eine Mandatsrelevanz existiert und nach Abwägung der Mandatsrelevanz mit dem Bestandsschutzes des gewählten Parlaments eine ausreichende Erheblichkeit der Mandatsrelevanz festgestellt wurde. Weiterhin kann die Verfassungswidrigkeit der einfachen Wahlgesetze oder von Teilen davon festgestellt werden.
Wahlprüfungsbeschwerden tragen als Aktenzeichen die Nummer des zuständigen Zweiten Senats mit dem Registerzeichen BvC, dem die laufende Nummer sowie – durch Schrägstrich abgeteilt – das Jahr folgen.